# مكتب المخابرات والمخابرات المضادة

ختم وزارة الطاقة الأمريكية

مكتب المخابرات والمخابرات المضادة ( OICI )، الذي تأسس في عام 1977،  هو مكتب تابع لوزارة الطاقة الأمريكية يركز على جمع المعلومات الاستخبارية للقسم. ويقدم معلومات إلى وزير الطاقة وكبار واضعي السياسات الفيدرالية. وكعضو في مجتمع الاستخبارات، فإنه يزود وكالات الاستخبارات الأخرى بالتحليل الفني للاستخبارات الأجنبية. يستخدم مكتب الاستخبارات جميع موارد وزارة الطاقة لجمع وتحليل المعلومات الاستخبارية، بما في ذلك المختبرات الوطنية. خبرتها في الأسلحة النووية والانتشار النووي والطاقة النووية والنفايات المشعة وأمن الطاقة. وتتمثل أهم وظيفتها لمجتمع الاستخبارات في تقييماتها لبرامج الأسلحة النووية الأجنبية. ومع ذلك، فإنه يوفر أيضًا الخبرة العلمية والتحليل والتكنولوجيا. الآن المكتب لا يقوم بمكافحة التجسس. يُتَعَامَل مع هذه من قبل إدارة الأمن النووي الوطنية ومكتب التنفيذي الوطني لمكافحة التجسس.

## روابط خارجية
- وزارة الطاقة - مكتب المخابرات
- إصلاح المخابرات في وزارة الطاقة
- مكتب المخصصات الاستخباراتية جلسات الاستماع